# Barbara Hicks
Barbara Purser Hicks, född 12 augusti 1924 i Heath Town, Wolverhampton, död 6 september 2013 i Little Maplestead, Essex, var en brittisk skådespelerska.

## Rollista i urval
- 1958 – Montys dubbelgångare
- 1959 – Fram för lilla Lotta!
- 1961 – 4.50 från Paddington
- 1982 – Brittiska sjukan
- 1982 – Mord på ljusa dagen
- 1983 – Dombey and Son (TV-serie)
- 1983 – Reporters (TV-serie)
- 1985 – Brazil
- 1990 – Häxor
- 1992 – Howards End
- 1992 – Miss Marple (TV-serie)
- 1993 – Följeslagerskan